# Harry Aitken
Harry E. Aitken (4. října 1877 Waukesha – 1. srpna 1956 Chicago) byl americký filmový producent a výkonný ředitel filmového studia. Spolu se svým bratrem Royem Aitkenem (1882–1978) patřil k průkopníkům v produkci a distribuci filmů v éře němého filmu ve Spojených státech.

## Životopis
Harry Aitken se narodil 4. října 1877 a vyrůstal na rodinné farmě poblíž Goerke's Corners ve Wisconsinu. S bratrem Royem založili studio Keystone Studios a Harry se nakonec stal partnerem ve společnosti Mutual Film Company.
V roce 1906 založili s Johnem R. Freulerem společnost Western Film Exchange. V roce 1908 se přestěhovali do Kalifornie a v roce 1912 založili distribuční společnost Mutual. Během tří let distribuovali filmy do 45 měst.
Aitken spolupracoval s D. W. Griffithem a Charliem Chaplinem. Podílel se na studiích Majestic and Reliance. S D. W. Griffithem spoluzaložil společnost Epoch Producing Company, pod jejíž hlavičkou vznikl film Zrození národa (1915). Zisky z tohoto filmu byly použity na založení Triangle Film Corporation v roce 1915, která sídlila na trojúhelníkovém pozemku v Culver City. Zde vznikl film Intolerance, ale společnost brzy zkrachovala kvůli přílišným ambicím a byla prodána společnosti Goldwyn.
Kolem roku 1918 se vrátil do svého rodného města Waukesha ve Wisconsinu, kde 1. srpna 1956 zemřel a je pohřben na hřbitově Prairie Home Cemetery. Společnost Wisconsin Historical Society spravuje sbírku jeho písemností.

## Filmografie
- Home Sweet Home (1914)
- The Surgeon's Experiment (1914)
- The Life of General Villa (1914)
- The Electric Alarm (1915)
- Zrození národa (1915)
- Intolerance (1916)

## Ztvárnění ve filmu
Harryho Aitkena ztvárnil herec Jim Broadbent v televizním filmu HBO And Starring Pancho Villa as Himself z roku 2003.